# Bremerberg

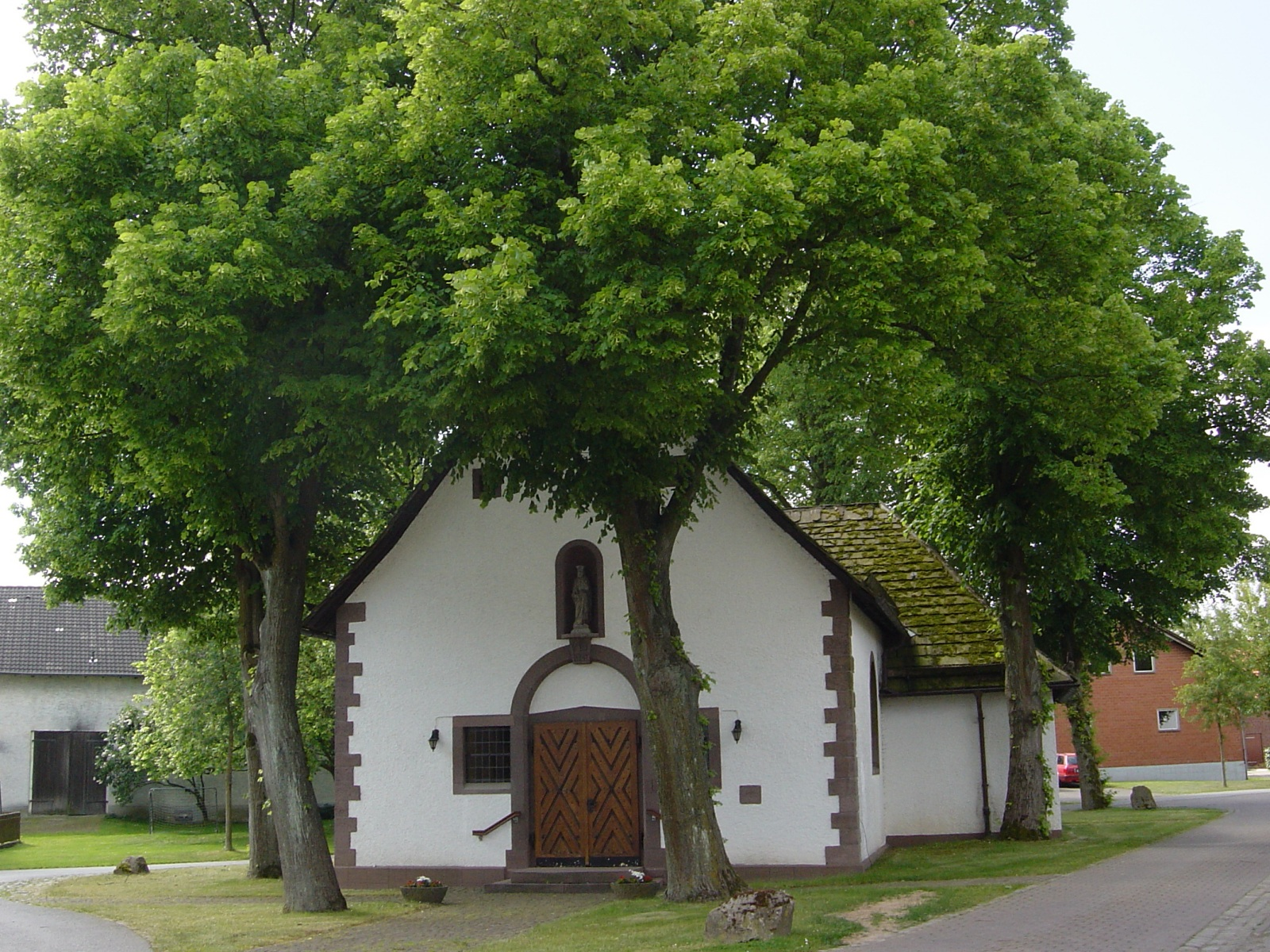
Kapelle Bremerberg

Bremerberg ist ein Ortsteil der Stadt Marienmünster im Kreis Höxter, Nordrhein-Westfalen. In Bremerberg leben heute 93 Einwohner.
Bremerberg liegt auf einem Hochplateau und ist landwirtschaftlich geprägt. Die meisten Bewohner leben allerdings nicht von der Landwirtschaft, sondern pendeln zur Arbeit nach Brakel, Höxter, Steinheim und Vörden. In den Jahren 1924/25 errichteten die Einwohner eine Kapelle, die dem heiligen Kaiser Heinrich und seiner Gemahlin Kunigunde geweiht ist. Die seelsorgerische Betreuung übernimmt die Abtei Marienmünster.
Die Grund- und Hauptschule befindet sich in Vörden. Kinder die die Realschule oder das Gymnasium besuchen, finden entsprechende Lehranstalten in Brakel, Höxter oder Steinheim vor.

## Geschichte
Bremerberg zählte dem Corveyschen Schenkungsregister aus dem 9. und 10. Jahrhundert zufolge zu den ältesten Besitzungen des Stiftes. Der Ortsname entwickelte sich aus den früheren Bezeichnungen Breme, Bremen und Lüttekenbremen. Zur Stiftung der Abtei Marienmünster durch Graf Widekind I. von Schwalenberg im Jahr 1128 gehörte auch der Klosterhof zu Bremen. Darüber hinaus erwarb das Kloster im Jahr 1287 den Zehnten im Dorf durch Kauf von den Schwalenberger Grafen Adolf und Albert.
Zur  Zeit des Fehderechts im 14. Jahrhundert und fortdauernder Überfälle und Plünderungen wurde das Dorf Lüttekenbremen auf Veranlassung des Klosters durch die Brüder Volmer und Heinrich von Wehrdere geschützt und verteidigt. Die Bauern aus Bremerberg mussten ab 1554 ihre Frondienste zur Hälfte auf der Oldenburg und zur andern Hälfte für das Kloster leisten. Nach der Säkularisation verblieb der Klosterhof in Erbpacht, der dazugehörige Wald jedoch kam in Staatsbesitz.
Der Ort gehörte seit dem Mittelalter zum paderbornisch-lippischen Samtamt Oldenburg. Bremerberg fiel 1807 an das Königreich Westphalen und gehörte dort bis 1813 zum Kanton Vörden im Distrikt Höxter des Departements der Fulda. Nach der napoleonischen Niederlage kam Bremerberg 1813 zu Preußen und 1816 zum neuen Kreis Höxter, in dem die Gemeinde zum Amt Vörden gehörte. Am 1. Januar 1970 wurde Bremerberg durch das Gesetz zur Neugliederung des Kreises Höxter vom 2. Dezember 1969 mit den anderen zwölf Gemeinden des Amtes Vörden zur neuen Stadt Marienmünster zusammengeschlossen.

## Politik
Der Ortsvorsteher von Bremerberg ist derzeit Stefan Köhne (CDU).